# Скарчели (Козенца)
Скарчели је насеље у Италији у округу Козенца, региону Калабрија.
Према процени из 2011. у насељу је живело 1700 становника. Насеље се налази на надморској висини од 46 м.